# 四十七浪人
是一部於2013年上映的美國奇幻動作电影，由卡尔·瑞辛奇（Carl Rinsch）首次執導筒，故事改編自日本歷史故事忠臣藏。剧情围绕着基努·里维斯饰演的混血浪人魁和47名赤穗浪士展开。
主演是基努·李維、真田廣之、淺野忠信、菊地凜子、柴崎幸等。雖然本片的動作場面和視覺特效受到好評，但普遍都是負面如潮，成為了昂貴的票房炸彈，令環球影業在2013年陷入虧損。《綜藝》將《浪人47》列為「2013年荷里活最大的票房炸彈」之一。雖然本片在評價和商業上都失敗收場，但2022年推出續集《四十七浪人之刃》。

## 剧情
本片由卡爾里辛執導，基努·李維主演，以西方的敘述手法，融入獨特的奇幻特效和生猛異獸，重新改編18世紀日本江戶時代最悲壯的復仇事件「忠臣藏」。播磨國赤穗藩之主淺野長矩因受巫術影響而傷害吉良義央，其後被幕府將軍命令要求切腹謝罪。赤穗被廢藩並交由吉良義央看管，赤穗的武士亦在幕府將軍的命令下解散，成為浪人，身為筆頭家老的大石内藏助（真田广之飾）更被吉良義央投入地牢。
一年後，大石内藏助獲釋。為報主公的仇，大石内藏助前往出島救出被賣為奴隸的魁（基努·里维斯飾）並召集僅餘的家臣，一同前往吉良義央的所在地，以47人之力，誓要斬殺仇敵。

## 演员
| 演員                                     | 角色                      | 附註 |
| ---------------------------------------- | ------------------------- | --- |
| 基努·里维斯 Keanu Reeves                 | 魁                        | 虚构人物。為英國水手和日本農家女所生混血兒，小時候被遺棄，其後被天狗收留並教授戰鬥技巧。逃出天狗森林後被淺野長矩納入其藩。在淺野長矩切腹謝罪後被吉良義央賣至出島成為奴隸，之後成為四十七浪人之一員。 |
| 田中泯                                   | 淺野長矩                  | 赤穗藩藩主，因受吉良義央的陷害而被幕府將軍處以切腹之刑，領地則歸吉良所有。 |
| 真田广之                                 | 大石内藏助                | 本為淺野長矩之部下、播磨國赤穗藩的筆頭家老，其後因主公被陷害而遭到幕府將軍的命令被流放，更被吉良義央投入地牢長達一年。其後成為四十七浪人的首领。                                                     |
| 柴咲幸                                   | 淺野美嘉                  | 浅野家的女儿，和魁是恋人关系。在父親被陷害並切腹謝罪後，被幕府將軍命令在守喪期過後與吉良義央成親。                                                                                                   |
| 浅野忠信                                 | 吉良義央                  | 陷害淺野長矩（浪人們的主公）的大藩主。在女巫的幫助之下，吉良設下重重陷阱，打算擊垮淺野、娶走他的女兒美嘉，並控制赤穗藩，看著自己一手打造的暗黑帝國一天天壯大。                                       |
| 菊地凛子                                 | 水月（）                  | 虚构人物。吉良家的神秘女子，實為妖怪。吉良命令這名魅惑人心的妖女變身成他人和不同生物的樣貌，欲借助她的力量將淺野一族消滅，稱霸整個國度。但不管她如何改變形體，那一隻閃爍的藍眼睛都維持不變。         |
| 赤西仁                                   | 大石主税                  | 大石内藏助之子，魁的好友。四十七浪人之一，也是四十七浪人中唯一恩赦之人。 |
| 田川洋行 Cary-Hiroyuki Tagawa            | 德川綱吉                  | 在淺野長矩拔刀斬傷吉良義央後，命令淺野長矩切腹謝罪並將赤穗交由吉良義央看管、美嘉須在守喪期後與吉良義央成親，及流放赤穗的武士並命令他們不得為淺野長矩報仇。                                           |
| 约里克·范·瓦赫宁恩 Yorick van Wageningen | 卡普特 Kapitan            | |
| 石田太郎                                 | 幕府將軍的助手            | 負責把將軍的信息傳至藩主之人。 |
| 梶冈顺一                                 | 護衛                      | |
| 藤本政志                                 | 領頭的武士                | |
| 伊川東吾                                 | 天狗王                    | 收留並教授魁戰鬥技巧之天狗，居於天狗森林。 |
| 贾森·恩戈                                | 步兵奇樂                  | |
| 杰米·泰兰                                | 浪人傑塔西 Jemtashi-Ronin | |
| 大卫·凡尔纳                              | 騎士                      | |

## 發行

### 評價
爛番茄新鮮度16%，基於78條評論，平均分為4.1/10，而在Metacritic上得到28分，IMDB上得6.3分，差評居多。

### 票房
美国于2013年12月25日上映，日本于12月6日上映。
此片為票房炸彈，
預算	$1.75億美元
票房	$1.51億美元
| 上一届： 《哈比人：荒谷惡龍》 | 2013年台北週末票房冠軍 第52周 | 下一届： 《白日夢冒險王》（2014年） |

## 續集
2020年8月，據報導《四十七浪人》將開發續集。由華裔演員袁文忠擔任導演，故事背景設定於距今300年後的未來世界，並將融合武俠、恐怖、動作和賽博龐克科幻等要素。環球1440娛樂製作，並於2021年第一季度開始投入製作。《四十七浪人之刃》於2022年10月25日由Netflix發行。